# Dany Schoonbaert
Dany Schoonbaert (né le 11 mars 1960 à Asse) est un coureur cycliste et directeur sportif belge. Coureur professionnel en 1982 et 1983, il a disputé le Tour de France 1982. Il dirige l'équipe féminine Lotto Soudal Ladies depuis sa création en 2006. Sa fille Kim a été membre de cette équipe de 2007 à 2013.

## Palmarès

### Par année
- 1980
  - 3e de la Coupe Egide Schoeters
- 1981
  - Flèche ardennaise
  - 1rea et 2e étapes du Cinturón a Mallorca
  - 2e du Tour du Limbourg amateurs

### Résultats sur les grands tours

#### Tour de France
1 participation
- 1982 : 84e